# Moscatura
In araldica il termine mosca indica ognuna delle piccole code o fiocchetti poste sulla pelliccia bianca dell'armellino (ermellino). Il seminato di queste mosche sulla pelliccia ne forma la moscatura. I fiocchetti sono posti in file parallele con le posizioni alternate in quinconce.

## Blasonatura
Di norma la pelliccia si blasona solo col citarne la natura: d'ermellino. Nel caso in cui esse assumano particolari forme o smalti o disposizioni, allora si blasonano insieme col campo, chiamando questo armellinato di... per il suo smalto e moscato di... per lo smalto della moscatura, per esempio armellinato d'oro, moscato di rosso.

## Varianti
Il mutare del colore della pelliccia e delle moscature produce una serie di varianti.
| tipi di moscature    |                        |                                   |
| colore campo         | colore moscatura       | nome pelliccia                    |
| Argento              | Nero                   | armellino                         |
| Nero                 | Argento                | contrarmellino                    |
| Oro                  | Nero                   | armellinato (in Inghilterra)      |
| Nero                 | Oro                    | péan (in Inghilterra)             |
| Argento              | Nero alternato a Rosso | herminite                         |
| Argento              | diverso dal Nero       | armellinato (in Francia e Italia) |
| diverso dall'Argento | Nero                   | armellinato (in Francia e Italia) |

## Uso
Le moscature sono talvolta anche utilizzate come singole figure.
L'ermellino copre di solito il campo, raramente le pezze ed ancor meno le figure.

## Esempi

D'argento, alla croce di rosso, accantonata da quattro moscature d'armellino (Le Croisic, Francia)
D'argento, a 15 moscature d'armellino poste 5, 4, 3, 2, 1 (Guérande, Francia)